# El Salto de Espejo
El Salto de Espejo är en ort i Mexiko.   Den ligger i kommunen Apaseo el Alto och delstaten Guanajuato, i den centrala delen av landet, 180 km nordväst om huvudstaden Mexico City. El Salto de Espejo ligger 2 016 meter över havet och antalet invånare är 1 052.
Terrängen runt El Salto de Espejo är platt söderut, men norrut är den kuperad. Runt El Salto de Espejo är det tätbefolkat, med 511 invånare per kvadratkilometer. Närmaste större samhälle är Santiago de Querétaro, 19,6 km nordost om El Salto de Espejo. Trakten runt El Salto de Espejo består till största delen av jordbruksmark.